# Vườn quốc gia Kon Ka Kinh
Vườn Quốc gia Kon Ka Kinh là một vườn quốc gia của Việt Nam, được thành lập theo Quyết định số 167/2002/QĐ-TTg ngày 25 tháng 11 năm 2002 của Thủ tướng chính phủ Cộng hòa Xã hội Chủ nghĩa Việt Nam trên cơ sở chuyển đổi và nâng cấp từ Khu bảo tồn thiên nhiên Kon Ka Kinh.
Vườn quốc gia Kon Ka Kinh là một khu vực ưu tiên về bảo tồn đa dạng sinh học của Việt Nam, khu vực và quốc tế mà trong tương lai nó còn là một địa điểm du lịch sinh thái hấp dẫn.
Ngoài sự đa dạng và phong phú của hệ động thực vật rừng, Vườn quốc gia Kon Ka Kinh đóng vai trò quan trọng trong việc bảo vệ lưu vực đầu nguồn của các con sông như sông Ba và sông Đắk Pne, cung cấp nước tưới tiêu cho hàng ngàn ha cà phê, hồ tiêu, đất nông nghiệp và cung cấp nước sinh hoạt cho các huyện của tỉnh Gia Lai và Kon Tum. Phía tây của vườn quốc gia là một phần lưu vực của nhà máy thủy điện Yaly.

## Thông tin chung
Vườn quốc gia Kon Ka Kinh nằm trên cao nguyên Kon Tum, thuộc địa bàn ba huyện Mang Yang, Kbang và Đak Đoa của tỉnh Gia Lai. Phần trung tâm nằm ở xã Ayun, huyện Mang Yang, phía đông bắc tỉnh Gia Lai, cách thành phố Pleiku khoảng 50 km về hướng đông bắc, phân bố trên diện tích 41.780 ha với tọa độ địa lý từ 14°09′ đến 14°30′ vĩ bắc và từ 108°16′ đến 108°28′ kinh đông. Phía bắc giáp xã Đắk Roong huyện Kbang, phía nam giáp xã Hà Ra và một phần xã A Yun, xã Đắk Yă cùng huyện Mang Yang, phía đông giáp các xã Đắk Roong, Kon Pne, Kroong và Lơ Ku huyện Kbang, phía tây giáp xã Hà Đông huyện Đak Đoa.
Vườn quốc gia Kon Ka Kinh có tên trong danh sách các khu rừng đặc dụng từ năm 1986 theo Quyết định số 194/CT ngày 9 tháng 8 năm 1986 của Chủ tịch Hội đồng Bộ trưởng CHXHCN Việt Nam, với diện tích 28.000 ha nhằm bảo tồn rừng cận nhiệt đới núi cao với các loài hạt trần. Năm 1999, Viện điều tra quy hoạch rừng Việt Nam (FIPI) kết hợp với Tổ chức Chim quốc tế (BirdLife Intemational) xây dựng Dự án đầu tư thành lập Khu bảo tồn thiên nhiên Kon Ka Kinh. Dự án này được Bộ Nông nghiệp và Phát triển nông thôn, UBND tỉnh Gia Lai thẩm định, phê duyệt cùng năm, với diện tích là 41.780 ha. Vườn quốc gia Kon Ka Kinh là một trong 4 vườn quốc gia của Việt Nam (cùng Ba Bể, Chư Mom Ray và Hoàng Liên), đồng thời là một trong 27 vườn của khu vực Đông Nam Á được công nhận là vườn di sản ASEAN.

## Địa hình
Độ cao của vườn quốc gia Kon Ka Kinh nằm trong khoảng từ 570 m (thung lũng sông Ba) tới 1.748 m (đỉnh Kon Ka Kinh). Các dòng suối từ phía đông vườn quốc gia cấp nước cho sông Ba, con sông chảy ngoàn ngoèo gần như theo hướng bắc-nam tới khi hợp lưu với sông A Yun rồi đổi hướng thành gần như tây bắc-đông nam để đổ vào Biển Đông gần thành phố Tuy Hòa; trong khi ở phía tây con sông là lưu vực của các sông nhánh cho sông Mê Kông. Do địa hình dốc đứng, các sông suối bắt nguồn từ vườn quốc gia thường ngắn, hẹp và chảy nhanh với nhiều thác nước.
Vườn quốc gia Kon Ka Kinh có khoảng 33.565 ha rừng tự nhiên, chiếm 80% tổng diện tích của nó. Vườn quốc gia này hỗ trợ cho một loạt các kiểu môi trường sống miền núi. Cụ thể, ở đây có khoảng 2.000 ha rừng hỗn giao lá kim và lá rộng, chứa chủ yếu là pơ mu (Fokienia hodginsii).

### Địa chất[3]
Nền địa chất của VQG Kon Ka Kinh được hình thành từ 4 nhóm đá mẹ sau:
- Nhóm đá Magma axit, chủ yếu là đá Granite.
- Nhóm đá Magma kiềm trung tính, chủ yếu là đá Bazan.
- Nhóm đá Phiến sét biến chất, chủ yếu là Phiến thạch sét, Phiến thạch mica.
- Nhóm vật chất dốc tụ ven suối, chủ yếu là phù sa mới.

## Khí hậu
VQG Kon Ka Kinh nằm trong vùng khí hậu nhiệt đới gió mùa, có 2 mùa phân tách khá rõ rệt trong một năm, mùa mưa kéo dài từ tháng 5 đến tháng 11 và mùa khô bắt đầu từ tháng 12 đến tháng 4 năm sau.
- Chế độ nhiệt: Nhiệt độ trung bình hàng năm từ  21- 25 °C. Tháng có nhiệt độ cao nhất là tháng 5 với nhiệt độ trung bình là 25 °C. Tháng có nhiệt độ thấp nhất là tháng 1 với nhiệt độ trung bình là 16 °C, riêng khu vực đỉnh Kon Ka Kinh có nhiệt độ dưới 15 °C.
- Lượng mưa: Tổng lượng mưa trung bình biến động từ 2.000 - 2.500 mm, lượng mưa tập trung từ tháng 5 đến tháng 11, chiếm 70 - 75% lượng mưa cả năm. Tháng có lượng mưa cao nhất là tháng 8, và thấp nhất là tháng 1.
- Độ ẩm bình quân năm: 80%, độ ẩm cao nhất vào các tháng mùa mưa với 87%, các tháng mùa khô có độ ẩm tương đối thấp, độ ẩm thấp nhất là 71%.
- Chế độ gió: Trong vùng thịnh hành 2 hướng gió chính là gió mùa Tây Nam thổi trong các tháng mùa khô và gió mùa Đông Bắc thổi trong các tháng mùa mưa. Vườn Quốc gia Kon Ka Kinh nằm trong khu vực ít chịu ảnh hưởng của Bão.

## Thủy văn
Vườn Quốc gia Kon Ka Kinh có 3 hệ thống suối chính thuộc đầu nguồn của các con sông trong vùng, với nhiều nhánh suối nhỏ, có mật độ tương đối dày, phân bố tương đối đều. Đặc điểm của hệ thống suối nơi đây là về mùa mưa có lưu lượng nước khá lớn, mùa khô lại rất thấp.
   - Lưu vực sông Ba: Là hệ sông lớn nhất, được bắt nguồn từ các nhánh suối ở phía Bắc xã Đăk Roong, chảy theo hướng Bắc Nam, chảy qua Vườn Quốc gia tại tiểu khu 18 với chiều dài khoảng 11 km. Toàn bộ các hệ thống suối ở mạn sườn Đông Bắc, Đông Nam Kon Ka Kinh đều thuộc lưu vực của sông Ba, với diện tích khoảng 230 km². Mô đun dòng chảy trung bình toàn lưu vực đạt 22,2 l/s/km², vùng thượng lưu có lưu lượng dòng chảy trung bình năm cao 40-50 l/s/km². Hệ số dòng chảy lưu vực thấp, trung bình đạt 0,41.
   - Lưu vực sông Đăk Pne: Bắt nguồn từ nhiều nhánh suối ở sườn Tây dãy Kon Ka Kinh thuộc địa bàn xã Kon Pne, với diện tích lưu vực khoảng 144 km². Sông Đăk Pne chảy theo hướng Bắc, nhập với sông Đăk Bla tại huyện Kon Plông, chảy qua thành phố Kon Tum, nhập với sông Pô Kô, cung cấp nước cho Nhà máy thủy điện Ya Ly, thủy điện Sê San III...
   - Lưu vực sông A Yun: Bắt nguồn từ sườn Nam của dãy Kon Ka Kinh, với tổng diện tích lưu vực là 60 km².

## Sinh vật

### Thực vật
Do đặc điểm đa dạng về địa hình, độ cao, khí hậu, đất đai và các nhân tố hình thành rừng khác đã tạo cho hệ thực vật rừng ở Vườn quốc gia Kon Ka Kinh khá phong phú và đa dạng. Đây là điểm hội tụ của các luồng thực vật sau:
- Luồng thực vật thuộc khu hệ Bắc Việt Nam có các loài cây thuộc các họ Fabaceae, Euphorbiaceae, Magnoliaceae, Moraceae, Anonaceae, Lauraceae, Fagaceae v.v. Luồng thực vật này thường phân bố nhiều ở khu vực chịu ảnh hưởng chế độ mưa ẩm nhiệt nhiệt đới. Rừng thường có nhiều loài cây trên đơn vị diện tích và các loài ưu thế có tổ thành không lớn.
- Luồng thực vật thuộc khu hệ Vân Nam-Quý Châu và chân dãy núi Himalaya có các loài cây lá kim của nhóm thực vật hạt trần như thông nàng (Podocarpus imbricatus), hoàng đàn giả (Dacrydium pierrei), kim giao nam (Nageia wallichiana), pơ mu (Fokienia hodginsii) v.v.
- Luồng thực vật thuộc khu hệ Malaysia-Indonesia: Đại diện cho luồng thực vật này là các loài cây thuộc họ Dipterocarpaceae như chò chai (Anogeissus acuminata), chò đen (Parashorea stellata), chò chỉ (Parashorea chinensis), cẩm (?) v.v
- Luồng thực vật Ấn Độ-Myanma: Tiêu biểu có các loài cây thuộc các họ Combretaceae như choại (Terminalia bellirica) hay Lythraceae như bằng lăng ổi (Lagerstroemia tomentosa) v.v.

Kết quả điều tra hệ thực vật rừng ở vườn quốc gia Kon Ka Kinh đã thống kê được 1022 loài thực vật thuộc 568 chi và 158 họ thực vật có mạch. ngành khuyết thực vật 80 loài (thuộc 24 họ, 41 chi), ngành hạt trần 14 loài (thuộc 7 họ, 8 chi), ngành hạt kín 928 loài (thuộc 127 họ, 519 chi). Số loài ghi nhận mới trên cơ sở tra cứu mẫu vật đầy đủ là 119 loài, thuộc 111 chi và 59 họ thực vật có mạch. Vườn quốc gia Kon Ka Kinh có hệ thực vật rất phong phú, đa dạng về thành phần loài. Đặc biệt có rất nhiều loài thực vật đặc hữu, quý hiếm cần phải bảo tồn nguồn gen như: 
1. Có 11 loài đặc hữu là: thông Đà Lạt (Pinus dalatensis), hoa khế, gõ đỏ (Afzelia xylocarpa), trắc trung (Dalbergia annamensis), xoay (Dialium cochinchinense), bọ nẹt Trung Bộ (Alchornea annamica), du moóc, song bột (Calamus poilanei), lọng hiệp, hoàng thảo vạch đỏ (Dendrobium bellatulum).
2. Hệ thực vật rừng vườn quốc gia Kon Ka Kinh có 34 loài quý, hiếm, có giá trị bảo tồn nguồn gien và nghiên cứu khoa học, đã được ghi trong sách đỏ Việt Nam và thế giới. Trong tổng số 34 loài ghi trong sách đỏ, có 24 loài ghi trong sách đỏ Việt Nam, bao gồm 2 loài thuộc cấp E (đang nguy cấp, bị đe dọa tuyệt chủng), 6 loài ở cấp V (sẽ nguy cấp, có thể bị đe dọa tuyệt chủng), 7 loài thuộc cấp R (hiếm), 1 loài thuộc cấp bị đe doạ (T), và 8 loài thuộc cấp K (không biết chính xác). Theo phân loại của IUCN năm 1997 có 141 loài nằm trong sách đỏ thế giới gồm 1 loài thuộc cấp E, 2 loài bị đe dọa ở cấp V, 12 loài thuộc cấp hiếm.

### Thảm thực vật chính[7]

#### Rừng kín thường xanh, mưa ẩm nhiệt đới núi trung bình:
Kiểu rừng này có tổng diện tích 26.480 ha, chiếm 63,1% tổng diện tích tự nhiên của Vườn Quốc gia, phân bố rộng tất cả các tiểu khu trong Vườn Quốc gia, từ độ cao ≥ 1.000 m, song tập trung nhiều trong vùng trung tâm, nơi có đất feralit vàng đỏ phát triển trên đá granit có độ dày từ trung bình đến dày. Nhiệt độ không khí trung bình năm nằm trong khoảng 15 - 200C, lượng mưa trung bình từ 1.500 - 2.000 mm/năm.
Tùy vào mức độ tác động của con người, mà kiểu rừng này được phân thành các kiểu phụ sau:
- Kiểu phụ nguyên sinh rừng kín thường xanh mưa mùa nhiệt đới núi trung bình:

Có tổng diện tích 20.684,3 ha, chiếm 49,3% tổng diện tích tự nhiên của Vườn Quốc gia, phân bố khá rộng ở hầu khắp các tiểu khu trong Vườn Quốc gia, nhưng tập trung nhiều trong vùng lõi.
- Kiểu phụ thứ sinh nhân tác rừng kín thường xanh mưa mùa nhiệt đới núi trung bình nghèo kiệt:

Có tổng diện tích 1.541,3 ha, chiếm 3,7% tổng diện tích tự nhiên, phân bố rải rác, manh mún trên khắp các tiểu khu trong Vườn Quốc gia.
- Kiểu phụ thứ sinh nhân tác rừng kín thường xanh mưa mùa nhiệt đới núi trung bình phục hồi:

Có tổng diện tích 4.254,4 ha, chiếm 10,1% tổng diện tích tự nhiên, phân bố tập trung chủ yếu ở phía Đông của Vườn Quốc gia.

#### Rừng kín thường xanh, mưa ẩm nhiệt đới núi thấp:
Kiểu rừng này có diện tích 7.956,2 ha, chiếm 18,9% tổng diện tích tự nhiên, phân bố rải rác ở các khu vực vùng biên phía Đông, Đông Bắc, Tây Nam, Tây Bắc của Vườn Quốc gia, ở những nơi có độ cao ≤ 1.000 m, lượng mưa bình quân năm từ 1.500 - 2.000 mm, nhiệt độ không khí trung bình năm từ 15 - 20 0C. Cấu trúc và thành phần các họ thực vật cây gỗ lá rộng tạo rừng của kiểu rừng này cũng tương tự như đối với kiểu rừng kín thường xanh mưa mùa nhiệt đới núi trung bình. Tùy vào mức độ tác động vào rừng, mà kiểu rừng này đượcchia thành các kiểu rừng chính như sau:
- Kiểu phụ nguyên sinh rừng kín thường xanh mưa mùa nhiệt đới núi thấp.
- Kiểu phụ thứ sinh nhân tác rừng kín thường xanh mưa mùa nhiệt đới núi thấp nghèo kiệt.
- Kiểu phụ thứ sinh nhân tác rừng kín thường xanh mưa mùa nhiệt đới núi thấp phục hồi.

Rừng hỗn giao cây lá rộng lá kim mưa mùa nhiệt đới núi trung bình
Diện tích 1.780,8 ha, chiếm 4,2% diện tích tự nhiên, phân bố chủ yếu ở đai cao ≥ 1.000 m tại vùng trung tâm của Vườn Quốc gia. Cấu trúc của kiểu rừng này được chia thành 4 tầng khá rõ ràng:

#### Rừng tre nứa
Có diện tích nhỏ (640,7 ha), chiếm 1,5% tổng diện tích và phân bố rải rác ở  một số vùng ven của Vườn Quốc gia. Rừng được hình thành trên đất làm nương rẫy bị thoái hoá.

#### Rừng trồng
Có diện tích 180,0 ha, chiếm 0,4 % tổng diện tích tự nhiên, chủ yếu là rừng Thông 3 lá, mật độ trồng 1.600 cây/ha, cây sinh trưởng tốt, trữ lượng bình quân của rừng khoảng 50 - 70 m3/ha.

### Động vật
Kết quả tổng hợp các công trình điều tra đa dạng sinh học tại Vườn Quốc Gia Kon Ka Kinh đã công bố cho đến tháng 8 năm 2011 cho thấy hệ động vật của Vườn rất đa dạng và phong phú với tổng số 556 loài, thuộc 91 họ và 30 bộ. Trong tổng số 556 loài động vật có xương sống và 205 loài động vật không có xương sống (như bướm) thuộc 10 họ trong bộ Cánh vẩy (Lepidoptera).
Hệ động vật rừng vườn quốc gia Kon Ka Kinh có 16 loài đặc hữu là:
- Lớp Thú: Có 5 loài thú lớn đặc hữu cho Đông Dương và Việt Nam là: vượn má hung (Hylobates gabriellae), voọc chà vá chân xám (Pygathrix cinerea), hổ (Panthera tigris), mang Trường Sơn (Muntiacus truongsonenensis) và mang Vũ Quang (Megamuntiacus vuquangensis).
- Lớp Chim: Kon Ka Kinh nằm trong khu đặc hữu chim cao nguyên Kon Tum. Có 7 loài chim đặc hữu, trong đó có 3 loài đặc hữu của Việt Nam: khướu đầu đen (Garrulax milleti), khướu mỏ dài (Jabouilleia danjoui), khướu Kon Ka Kinh (Garrulax konkakinhensis), phát hiện năm 1999 và 4 loài đặc hữu cho Việt Nam và Lào: khướu đầu xám (Garrulax vassali), trèo cây mỏ vàng (Sitta solangiiae), gà lôi vằn (Lophura nycthemera) và thầy chùa đít đỏ (Megalaima lagrandieri). Đặc biệt, khướu Kon Ka Kinh là một loài mới được phát hiện cho khoa học trong vòng 30 năm trở lại đây ở khu vực châu Á. Vì các lý do này, Kon Ka Kinh được ghi nhận như là khu vực chim quan trọng (IBA).
- Bò sát, ếch nhái: Vườn quốc gia Kon Ka Kinh cũng là khu vực quan trọng toàn cầu về bảo tồn đa dạng động vật lưỡng cư. Kon Ka Kinh có một loạt các loài lưỡng cư đặc hữu trong khu vực rừng núi Tây Nguyên, bao gồm cả bốn loài được đánh giá là bị đe dọa ở cấp toàn cầu trong quá trình đánh giá lưỡng cư toàn cầu là Leptobrachium banae, L. xanthospilum, Rana attigua và Rhacophorus baliogaster. Có 4 loài đặc hữu cho vùng và cho Việt Nam là: thằn lằn Buôn Lưới (Sphenomorphus buonluoicus), loài đặc hữu cho vùng Nam Trường Sơn và Lào. 3 loài đặc hữu cho Việt Nam bao gồm thằn lằn đuôi đỏ, chàng Sa Pa (Rana chapaensis), ếch gai sần (Rana verrucospinosa).

Ngoài những loài mới phát hiện và những loài có giá trị đặc hữu nêu trên, hệ động vật rừng vườn quốc gia Kon Ka Kinh còn có 38 loài thú quý hiếm, có giá trị bảo tồn nguồn gen và nghiên cứu khoa học, được ghi trong sách đỏ Việt Nam và Thế giới. Cụ thể:
1. Lớp Thú: 10 loài, trong đó có 9 loài ghi trong sách đỏ thế giới, 7 loài ghi trong sách đỏ Việt Nam.
2. Lớp Chim: 14 loài, trong đó có 8 loài ghi trong sách đỏ thế giới và 11 loài ghi trong sách đỏ Việt Nam.
3. Các lớp Bò sát, Ếch nhái: 14 loài ghi trong sách đỏ Việt Nam.